# 云田镇 (株洲市)
云田镇，是中华人民共和国湖南省株洲市石峰区下辖的一个乡镇级行政单位。

## 行政区划
云田镇下辖以下地区：
菖塘社区、美泉社区、柏岭社区、云峰湖社区、五星社区、云田社区、高福社区、马鞍社区和莲花社区。